# بوئنو براندائو
بوئنو براندائو (به پرتغالی: Bueno Brandão) یک منطقهٔ مسکونی در برزیل است که در میناز ژرایس واقع شده‌است. بوئنو براندائو ۳۵۵٫۲۳۳ کیلومتر مربع مساحت و ۱۰٬۹۹۱ نفر جمعیت دارد و ۱٬۲۰۴ متر بالاتر از سطح دریا واقع شده‌است.